# Cycnorhamphus
Il cignoranfo (gen. Cycnorhamphus) è un rettile volante estinto, appartenente agli pterosauri. Visse nel Giurassico superiore (circa 150 milioni di anni fa). I suoi resti sono stati ritrovati in Germania e in Francia.

## Descrizione
Di piccole dimensioni, questo rettile era molto simile al ben noto Pterodactylus. La coda era corta, le ali erano ampie e sorrette da un solo dito come in tutti gli pterosauri. Alcuni tratti distintivi rispetto a Pterodactylus riguardavano il cranio: questo era leggermente più alto e dotato di una finestra antorbitale parzialmente unita all'orbita. In una forma (C. suevicus) la punta del muso era rivolta leggermente all'insù, mentre in un'altra (C. canjuersensis) era presente una sorta di piccola cresta. Altre caratteristiche riguardavano la presenza di costole sotto le vertebre cervicali.
Ricerche più recenti effettuate su un esemplare soprannominato "Painten Pelican" hanno rivelato che Cycnorhamphus possedeva un'anatomia delle fauci molto insolita: erano presenti denti a piolo nella parte anteriore della bocca (più smussati e robusti negli individui adulti) e strane curvature delle mascelle dietro questi denti, che andavano a formare due archi lontani dalla superficie triturante, tali da creare una sorta di apertura; erano inoltre presenti due strutture di tessuti molli che occupavano questa "apertura", e che mostravano un certo grado di mineralizzazione (Bennett, 2013).

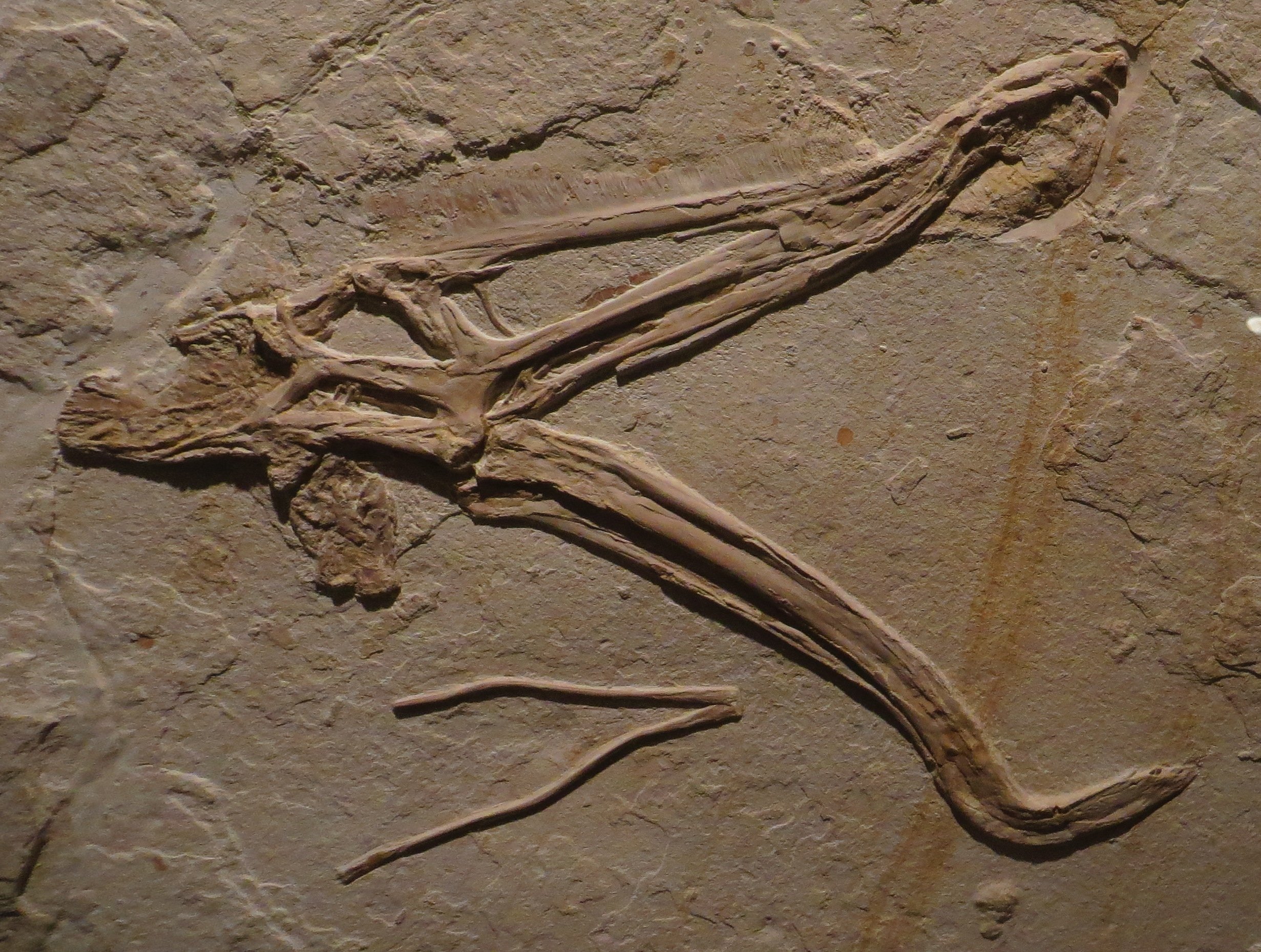
Cranio di un esemplare adulto di Cycnorhamphus suevicus, soprannominato "Painten pelican"

## Classificazione
La prima specie nota, Cycnorhamphus suevicus, fu descritta nel 1855 da Quenstedt e attribuita al genere Pterodactylus. Solo in seguito fu istituito per questa forma il nuovo genere Cycnorhamphus (che significa “becco da cigno” a causa della punta leggermente arrotondata). Nel 1974, poi, Fabre descrisse Gallodactylus canjuersensis, proveniente dal Giurassico francese. Fu solo a metà degli anni '90 che Bennett operò una revisione di queste forme e pervenne alla conclusione che appartenevano a un solo genere.
Cycnorhamphus appartiene agli pterodattiloidi (Pterodactyloidea), il gruppo più evoluto di pterosauri. All'interno del gruppo, questo animale rappresentava una delle forme più primitive. Alcuni resti fossili attribuiti ad altre specie potrebbero rappresentare esemplari giovani di questo genere.

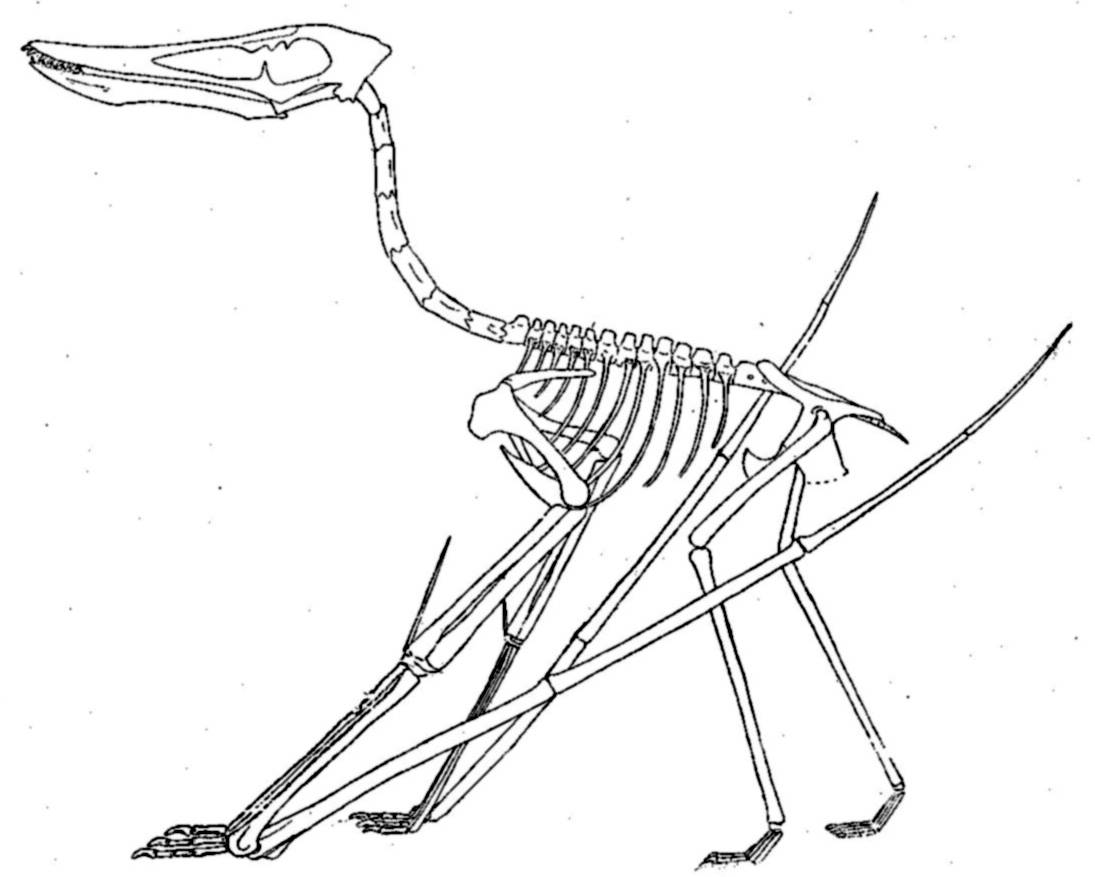
Ricostruzione dello scheletro dell'esemplare giovanile di Cycnorhamphus suevicus

## Stile di vita
Lo scopo dei particolari adattamenti delle fauci di Cycnorhamphus rimane sconosciuto, ma queste strutture sono più evidenti e sviluppate negli animali adulti. Si è ipotizzato che le mascelle funzionassero in modo simile a quelle dell'attuale anastomo (Anastomus lamelligerus), noto anche come "cicogna dal becco aperto": la bizzarra struttura delle fauci avrebbe permesso a Cycnorhamphus di trattenere invertebrati dal guscio duro come i molluschi e di frantumarli o tranciarli in due (Bennett, 2013).
Dalla struttura dello scheletro, gli studiosi sono arrivati a ipotizzare che questo pterosauro possedeva un'andatura quadrupede quando era al suolo. Probabilmente Cycnoramphus viveva nei pressi di lagune.